# Danh sách sân vận động cricket tại Namibia
Đây là Danh sách sân vận động cricket tại Namibia. Các thể loại first-class, List-A và Twenty20 đã được tổ chức tại quốc gia này.
| Tên sân vận động         | Thành phố | Sức chứa | Ends/notes                  | Tham khảo |
| ------------------------ | --------- | -------- | --------------------------- | --------- |
| Affies Park              | Windhoek  |          |                             |           |
| Defence Force Ground     | Windhoek  |          |                             | [ 1 ]     |
| Trans Namib Ground       | Windhoek  |          |                             | [ 2 ]     |
| United Ground, Windhoek  | Windhoek  |          |                             | [ 3 ]     |
| Wanderers Cricket Ground | Windhoek  |          |                             | [ 4 ]     |
| Windhoek High School     | Windhoek  | Không rõ | Đã tổ chức 10 trận Twenty20 | [ 5 ]     |